# Мужская сборная Филиппин по волейболу
Мужская национальная сборная Филиппин по волейболу (англ. Philippines men's national volleyball team, таг. Pambansang koponan ng volleyball ng Pilipinas) — представляет Филиппины на международных волейбольных соревнованиях. Управляющей организацией выступает Филиппинская национальная федерация волейбола.

## История
Филиппины стали одними из пионеров (наряду с Японией, Китаем, Индией и Мьянмой) в развитии волейбола на азиатском континенте. Ещё в 1910 году представитель YMCA Э.Браун познакомил филиппинцев с новой игрой, которая быстро распространилась на островах архипелага. В 1913 году в столице Филиппин Маниле прошли первые Дальневосточные игры, в программу которых был включён мужской волейбол и победителем турнира стала сборная хозяев. Эти соревнования стали первыми официальными в истории волейбола. В дальнейшем (в период с 1915 по 1934 годы) состоялось ещё 9 Дальневосточных игр, в программу которых неизменно входил волейбол. Сборная Филиппин ещё 4 раза выходила победителем.
В 1951 году сразу три азиатские страны — Филиппины, Япония и Индия — присоединились к Международной федерации волейбола (ФИВБ), став одними из первых членов этой организации в Азии (ранее в 1949 году в ФИВБ вступил Ливан, а также Турция, позже вошедшая в европейские волейбольные структуры).
В 1961 Любительская ассоциация волейбола Филиппин получила независимость путём выхода из Федерации лёгкой атлетики страны. В 2006 ассоциация переименована в Филиппинскую национальную федерацию волейбола.
В 1958 году в столице Японии Токио проходили III Азиатские игры, в программу которых был впервые включён волейбол. Среди участников волейбольного турнира была и мужская сборная Филиппин, ставшая в итоге 5-й. На трёх из четырёх последующих Азиадах филиппинцы также были среди участников (в 1962, 1966 и 1974), но выступали неудачно, после чего вновь были заявлены на Игры стран азиатского континента лишь спустя 48 лет — в 2022 году, но выбыли из борьбы за награды уже после 1-го группового раунда.
Сборная Филиппин выступала и на первом чемпионате Азии, проходившем в августе 1975 года в австралийском Мельбурне, где заняла 5-е место из 7 команд. В последующие годы филиппинские волейболисты приняли участие лишь в 5 континентальных чемпионатах, но ни разу не смогли войти даже в первую десятку.
В декабре 1963 года сборная Филиппин играла в азиатском отборочном олимпийском турнире, проходившем в Дели, но проиграла в всем своим соперникам и замкнула турнирную таблицу. Лишь дважды филиппинцы участвовали квалификационных турнирах чемпионатов мира, но безуспешно. 
В марте 2024 года Филиппины получили право на проведение чемпионата мира 2025, что автоматически обеспечило сборной принимающей страны путёвку на мировое первенство. В рамках начавшейся подготовки к чемпионату главным тренером национальной команды Филиппин назначен итальянский специалист Анджолино Фригони.
Медальные достижения мужской сборной Филиппин связаны с участием в волейбольных турнирах Игр Юго-Восточной Азии, в которых филиппинцы дважды становились серебряными призёрами и 5 раз выигрывали бронзовые награды.

## Результаты выступлений и составы

### Олимпийские игры
Сборная Филиппин приняла участие в квалификации одного Олимпийского волейбольного турнира.
- 1964 — не квалифицировалась

### Чемпионаты мира
- 1974 — не квалифицировалась
- 2006 — не квалифицировалась
- 2025 —

### Чемпионат Азии
| - 1975 — 5-е место - 1979 — не участвовала - 1983 — не участвовала - 1987 — не участвовала - 1989 — не участвовала - 1991 — не участвовала - 1993 — 15-е место - 1995 — 11-е место - 1997 — 14-е место - 1999 — не участвовала - 2001 — не участвовала | - 2003 — не участвовала - 2005 — 14-е место - 2007 — не участвовала - 2009 — 15-е место - 2011 — не участвовала - 2013 — не участвовала - 2015 — не участвовала - 2017 — не участвовала - 2019 — не участвовала - 2023 — не участвовала |

### Азиатские игры
Сборная Филиппин участвовала в пяти Азиатских играх.
- 1958 — 4-е место
- 1962 — 9-е место
- 1966 — 8-е место
- 1974 — 6-е место
- 2023 — 13—18-е место

- 2023: Винсент Мангулабнан, Винс-Патрик Лоренсо, Райан Ка, Ким Малабунга, Стивен Роттер, Адриан Вилладос, Рекс-Эммануэль Инталь, Джошуа Умандаль, Брайан Багунас, Марк-Хесус Эспехо, Ллойд Хосафат, Чумасон Нджига. Тренер — Сержио Велозо.

### Игры Юго-Восточной Азии
- 2-е место — 1977, 2019.
- 3-е место — 1979, 1981, 1983, 1991, 1997.

- 2019: Брайан Багунас, Джошуа Умандаль, Эйв-Джошуа Ретамар, Фрэнсис-Филлип Саура, Ким Малабунга, Рекс-Эммануэль Инталь, Марк-Джил Альфафара, Фаузи Исмаил, Джон-Вик Де Гусман, Альнакран Абдилла, Джек Калингкинг, Эсмильсо-Джонер Польвороса, Марк-Хесус Эспехо, Джесси Лопес, Рики Маркос. Тренер — Данте Алинсунурин.

### Азиатский Кубок вызова
- 2023 — 10-е место
- 2024 — 10-е место

### Лига Юго-Восточной Азии
- 2023 — 4-е место
- 2024 —  3-е место

### Дальневосточные игры
- 1-е место — 1913, 1919, 1923, 1925, 1934.
- 2-е место — 1915, 1917, 1921, 1927, 1930.

## Состав
Сборная Филиппин в соревнованиях 2024 года (Азиатский Кубок вызова, Лига Юго-Восточной Азии)
| №  | Имя, фамилия           | Год рождения | Рост | Амплуа      | Клуб                               |
| -- | ---------------------- | ------------ | ---- | ----------- | ---------------------------------- |
| 1  | Брайан Багунас         | 1997         | 194  | нападающий  | «Сигнал Спайкерс» Манила           |
| 3  | Джошуа Ибаньес         | 2003         | 170  | либеро      | «ЮСТ Тайгер Спайкерс» Манила       |
| 4  | Винс-Патрик Лоренсо    | 1999         | 174  | либеро      | «Сигнал Спайкерс» Манила           |
| 5  | Джейд-Алекс Дискитадо  | 2004         | 183  | нападающий  | «НЮ Бульдогз» Манила               |
| 7  | Ким Малабунга          | 1996         | 193  | центральный | «Крисс Кросс Кинг Кранчерс» Манила |
| 8  | Джон-Пол Бугаоан       | 1999         | 187  | центральный | «Сигнал Спайкерс» Манила           |
| 9  | Ноэль-Майкл Камптон    | 2000         | 186  | нападающий  | «Де ла Сейлл Грин Спайкерс» Манила |
| 10 | Анджело-Ник Альмендрас | 1999         | 190  | нападающий  | «Крисс Кросс Кинг Кранчерс» Манила |
| 10 | Габриэль-Эдж Касанья   | 1999         | 175  | связующий   | «Сигнал Спайкерс» Манила           |
| 11 | Джошуа Умандаль        | 1999         | 188  | нападающая  | «Сигнал Спайкерс» Манила           |
| 13 | Эйв-Джошуа Ретамар     | 2000         | 183  | связующий   | «Сигнал Спайкерс» Манила           |
| 15 | Марк-Хесус Эспехо      | 1997         | 191  | нападающий  | «Кубата Спирс» Осака               |
| 16 | Рвенсмель Тагиболос    | 2001         | 195  | центральный | «НЮ Бульдогз» Манила               |
| 17 | Лео Ордиалес           | 2003         | 191  | нападающий  | «НЮ Бульдогз» Манила               |
| 19 | Джозеф-Филлип Белло    | 2003         | 186  | связующий   | «НЮ Бульдогз» Манила               |
| 20 | Ллойд Хосафат          | 1999         | 188  | центральный | «Сигнал Спайкерс» Манила           |
| 21 | Луи Рамирес            | 2000         | 190  | нападающий  | «Сигнал Спайкерс» Манила           |
| 22 | Микаэло Буддин         | 2001         | 186  | нападающий  | «НЮ Бульдогз» Манила               |

- Главные тренеры —  Сержио Велозо (АКВ),  Анджолино Фригони (ЛЮВА).
- Тренеры — Артур-Оджи Мамон,  Маттео Антонуччи.